# Deutsche Fußballnationalmannschaft (U-20-Frauen)
Die deutsche Fußballnationalmannschaft der U-20-Frauen repräsentiert Deutschland im internationalen Frauenfußball. Die Nationalmannschaft ist dem DFB unterstellt und wird von Kathrin Peter trainiert. Die U-20-Nationalmannschaft trägt in der Regel nur dann Länderspiele aus, wenn sich die U-19-Nationalmannschaft bei der U-19-Europameisterschaft für die U-20-Weltmeisterschaft qualifiziert. Größte Erfolge der Mannschaft waren der erste Platz bei der U-20-Weltmeisterschaft 2010 in Deutschland, für den sie am 15. Oktober 2010 als Juniorsportler-Mannschaft des Jahres ausgezeichnet wurde, und der Gewinn der Weltmeisterschaft 2014.
Da bis 2006 weder von der FIFA noch von der UEFA ein offizieller Wettbewerb für die weibliche Altersklasse U 20 geschaffen worden war, galt in den 1990er Jahren der Nordic Cup als der wichtigste Termin für diese Auswahlmannschaften um im Wettbewerb der stärksten europäischen Verbände – einschließlich des US-amerikanischen Verbandes – einen Sieger zu ermitteln. Der Nordic Cup galt somit als inoffizielle Europameisterschaft. Von 1990 bis 1997 war das Turnier der weiblichen Altersklasse U 20 vorbehalten.

## Kader
Die Tabelle enthält die Spielerinnen, die für die U20-WM in Kolumbien nominiert wurden.
| Position | Nr.               | Name       | Geburts- datum         | Verein | Einsätze | Tore |
| -------- | ----------------- | ---------- | ---------------------- | ------ | -------- | ---- |
| Tor      |                   |            |                        |        |          |      |
| 01       | Rebecca Adamczyk  | 03.04.2005 | SC Freiburg            | 9      | 0        |      |
| 12       | Kiara Beck        | 01.06.2004 | VfB Stuttgart          | 1      | 0        |      |
| 21       | Lina von Schrader | 08.02.2004 | RB Leipzig             | 4      | 0        |      |
| Feld     |                   |            |                        |        |          |      |
| 14       | Alina Axtmann     | 25.06.2005 | SC Freiburg            | 5      | 0        |      |
| 11       | Lisa Baum         | 26.11.2006 | Hamburger SV           | 11     | 1        |      |
| 19       | Loreen Bender     | 21.08.2005 | Bayer 04 Leverkusen    | 7      | 4        |      |
| 05       | Vanessa Diehm     | 22.03.2004 | TSG 1899 Hoffenheim    | 16     | 0        |      |
| 18       | Sarah Ernst       | 31.07.2004 | FC Bayern München      | 8      | 1        |      |
| 20       | Laura Gloning     | 05.06.2005 | FC Bayern München      | 6      | 0        |      |
| 02       | Miriam Hils       | 11.03.2004 | California Golden Bear | 13     | 0        |      |
| 03       | Mathilde Janzen   | 14.02.2005 | Kristianstads DFF      | 9      | 1        |      |
| 10       | Sophie Nachtigall | 12.02.2004 | Eintracht Frankfurt    | 12     | 4        |      |
| 16       | Paulina Platner   | 16.11.2005 | SGS Essen              | 11     | 2        |      |
| 06       | Sara Ritter       | 25.07.2005 | TSG 1899 Hoffenheim    | 8      | 0        |      |
| 15       | Tomke Schneider   | 31.07.2004 | Eintracht Frankfurt    | 8      | 0        |      |
| 17       | Alara Şehitler    | 27.11.2006 | FC Bayern München      | 12     | 2        |      |
| 09       | Marie Steiner     | 04.09.2005 | TSG 1899 Hoffenheim    | 10     | 2        |      |
| 13       | Nia Szenk         | 05.05.2004 | SC Freiburg            | 7      | 0        |      |
| 04       | Jella Veit        | 03.05.2005 | Eintracht Frankfurt    | 11     | 1        |      |
| 08       | Sofie Zdebel      | 08.08.2004 | Bayer 04 Leverkusen    | 12     | 1        |      |
| 07       | Cora Zicai        | 29.11.2004 | SC Freiburg            | 17     | 5        |      |

## Turnierbilanz

### Weltmeisterschaften
| Jahr   | Gastgeber       | Platzierung       |
| ------ | --------------- | ----------------- |
| 2002   | Kanada          | 3. Platz (U19)    |
| 2004   | Thailand        | Weltmeister (U19) |
| 2006   | Russland        | Viertelfinale     |
| 2008   | Chile           | 3. Platz          |
| 2010   | Deutschland     | Weltmeister       |
| 2012   | Japan           | 2. Platz          |
| 2014   | Kanada          | Weltmeister       |
| 2016   | Papua-Neuguinea | Viertelfinale     |
| 2018   | Frankreich      | Viertelfinale     |
| 2020 1 | Costa Rica 1    | – 1               |
| 2022   | Costa Rica      | Gruppenphase      |
| 2024   | Kolumbien       | Viertelfinale     |

### Nordic Cup
| Jahr | Gastgeber   | Platzierung        |
| ---- | ----------- | ------------------ |
| 1990 | Schweden    | nicht teilgenommen |
| 1991 | Niederlande | 4. Platz           |
| 1992 | Norwegen    | nicht teilgenommen |
| 1993 | Dänemark    | 7. Platz           |
| 1994 | Deutschland | 2. Platz           |
| 1995 | Finnland    | Sieger             |
| 1996 | Schweden    | 4. Platz           |
| 1997 | Dänemark    | 5. Platz           |
| 1998 | Niederlande | 3. Platz (U21)     |
| 1999 | Island      | 7. Platz (U21)     |
| 2000 | Deutschland | 2. Platz (U21)     |
| 2001 | Norwegen    | 4. Platz (U21)     |
| 2002 | Finnland    | 2. Platz (U21)     |
| 2003 | Dänemark    | 4. Platz (U21)     |
| 2004 | Island      | 6. Platz (U21)     |
| 2005 | Schweden    | 4. Platz (U21)     |
| 2006 | Norwegen    | Sieger (U21)       |
| 2007 | Finnland    | 2. Platz (U23)     |
| 2008 | Schweden    | 2. Platz (U23)     |
| 2009 | Norwegen    | 2. Platz (U23)     |

## Rekordspielerinnen
| Spiele | Name                                                                       |
| ------ | -------------------------------------------------------------------------- |
| 18     | Marina Hegering                                                            |
| 17     | Dzsenifer Marozsán Lina Magull Bianca Schmidt Laura Freigang Cora Zicai    |
| 16     | Kim Kulig Rebecca Knaak Stefanie Sanders Vanessa Diehm                     |
| 15     | Rieke Dieckmann                                                            |
| 14     | Stefanie Mirlach Jana Feldkamp                                             |
| 13     | Kristina Börner Svenja Huth Ramona Petzelberger Marith Prießen Miriam Hils |

(gemäß Das Fußball Studio, Datenbank: Frauen U-Länderspiele, Stand: 16. September 2024)

## Rekordtorschützinnen
| Tore | Name                                                   |
| ---- | ------------------------------------------------------ |
| 14   | Alexandra Popp                                         |
| 10   | Pauline Bremer                                         |
| 09   | Lena Lotzen                                            |
| 07   | Laura Freigang                                         |
| 06   | Dzsenifer Marozsán                                     |
| 05   | Sara Däbritz Kim Kulig Lena Petermann Stefanie Sanders |

(Stand: 4. August 2022)

## Länderspiele
Folgende Spiele absolvierte die deutsche U-20-Nationalmannschaft seit ihrer Gründung:
| Nr. | Datum              | Austragungsort                 | Gegner           | Ergebnis                       | Anlass                          | Deutsche Torschützinnen                                                                               |
| --- | ------------------ | ------------------------------ | ---------------- | ------------------------------ | ------------------------------- | --- |
| 1   | 18. August 2006    | Moskau (Russland)              | Nordkorea        | 0:2 (0:1)                      | WM-Vorrunde                     | |
| 2   | 21. August 2006    | Moskau (Russland)              | Mexiko           | 9:1 (5:0)                      | WM-Vorrunde                     | Okoyino da Mbabi 24′, Bajramaj 29′, Keßler 31′, Blässe 37, 44, 85′, Laudehr 49′, Maier 58′, Oster 77′ |
| 3   | 24. August 2006    | Sankt Petersburg (Russland)    | Schweiz          | 6:0 (3:0)                      | WM-Vorrunde                     | Bajramaj 4, 62′, Laudehr 22′, Okoyino da Mbabi 45′, Keßler 85′, Blässe 89′                            |
| 4   | 27. August 2006    | Sankt Petersburg (Russland)    | USA              | 1:4 (0:2)                      | WM-Viertelfinale                | Neumann 65′,                                                                                          |
| 5   | 22. November 2007  | Wolfsburg                      | Südafrika        | 1:1 (1:0)                      | Freundschaftsspiel              | Schmidt 39′                                                                                           |
| 6   | 26. Juni 2008      | Klepp (Norwegen)               | Norwegen         | 2:1 (1:1)                      | Freundschaftsspiel              | Schmidt 13′, Goddard 54′                                                                              |
| 7   | 15. Oktober 2008   | Potsdam                        | Norwegen         | 3:0 (1:0)                      | Freundschaftsspiel              | N. Banecki 40′, Schwab 79′, Šimić 84′                                                                 |
| 8   | 6. November 2008   | Marburg                        | Schweden (U 23)  | 2:2 (2:1)                      | Freundschaftsspiel              | Baunach 38′, Kerschowski 41′                                                                          |
| 9   | 20. November 2008  | Santiago de Chile (Chile)      | DR Kongo         | 5:0 (3:0)                      | WM-Vorrunde                     | Kulig 7, 90′, Baunach 8′, Kerschowski 43 (Elfm.)′, N. Banecki 82′                                     |
| 10  | 23. November 2008  | Santiago de Chile (Chile)      | Japan            | 1:2 (0:1)                      | WM-Vorrunde                     | Kerschowski 61′                                                                                       |
| 11  | 27. November 2008  | Coquimbo (Chile)               | Kanada           | 2:1 (0:0)                      | WM-Vorrunde                     | Schmidt 77′, Schwab 90′                                                                               |
| 12  | 1. Dezember 2008   | Temuco (Chile)                 | Brasilien        | 3:2 (1:1)                      | WM-Viertelfinale                | S. Banecki 44′, Bock 68′, N. Banecki 82′                                                              |
| 13  | 4. Dezember 2008   | Coquimbo (Chile)               | USA              | 0:1 (0:1)                      | WM-Halbfinale                   | |
| 14  | 7. Dezember 2008   | Santiago de Chile (Chile)      | Frankreich       | 5:3 (3:1)                      | WM-Spiel um Platz 3             | Pollmann 10, 29, 31′, Šimić 67′, Schwab 80′                                                           |
| 15  | 28. Oktober 2009   | Barsinghausen                  | Schweden (U 23)  | 2:1 (1:1)                      | Freundschaftsspiel              | Popp 19, 86′                                                                                          |
| 16  | 22. Februar 2010   | La Manga (Spanien)             | England (U 23)   | 1:0 (1:0)                      | Vier-Nationen-Turnier           | Bartke 19′                                                                                            |
| 17  | 24. Februar 2010   | La Manga (Spanien)             | USA              | 1:1 (0:0)                      | Vier-Nationen-Turnier           | Mirlach 90′                                                                                           |
| 18  | 26. Februar 2010   | La Manga (Spanien)             | Norwegen         | 0:0                            | Vier-Nationen-Turnier           | |
|     | 21. April 2010     | Leicester (England)            | England          | -:- (-:-)                      | Freundschaftsspiel              | |
| 19  | 2. Juni 2010       | Gießen                         | Südkorea         | 3:0 (2:0)                      | Freundschaftsspiel              | Mirlach 31′, Wagner 43′, Amann 60′                                                                    |
| 20  | 13. Juni 2010      | Herford                        | USA              | 3:1 (2:1)                      | Freundschaftsspiel              | Popp 12′, Mirlach 17′, Marozsán 49′                                                                   |
| 21  | 16. Juni 2010      | Gütersloh                      | Japan            | 1:2 (1:2)                      | Freundschaftsspiel              | Popp 45′                                                                                              |
| 22  | 13. Juli 2010      | Bochum                         | Costa Rica       | 4:2 (2:1)                      | WM-Vorrunde                     | Huth 1′, Popp 16, 53′, Hegering 57′                                                                   |
| 23  | 16. Juli 2010      | Bochum                         | Kolumbien        | 3:1 (1:0)                      | WM-Vorrunde                     | Popp 21′, Arnold 50′, Hegering 55′                                                                    |
| 24  | 20. Juli 2010      | Augsburg                       | Frankreich       | 4:1 (2:0)                      | WM-Vorrunde                     | Popp 10, 35, 60′, Marozsán 73′                                                                        |
| 25  | 24. Juli 2010      | Bochum                         | Nordkorea        | 2:0 (1:0)                      | WM-Viertelfinale                | Popp 43′, Arnold 69′                                                                                  |
| 26  | 29. Juli 2010      | Bochum                         | Südkorea         | 5:1 (2:0)                      | WM-Halbfinale                   | Huth 13′, Kulig 26, 53′, Popp 50, 67 (Elfm.)′                                                         |
| 27  | 1. August 2010     | Bielefeld                      | Nigeria          | 2:0 (1:0)                      | WM-Finale                       | Popp 8′, Kulig 90′                                                                                    |
| 28  | 25. Oktober 2011   | Bitburg                        | Belgien          | 4:0 (1:0)                      | Freundschaftsspiel              | Lotzen 6′, Rudelic 55, 61′, Simon 79′                                                                 |
| 29  | 9. Februar 2012    | La Manga (Spanien)             | Norwegen         | 1:1 (0:1)                      | Vier-Nationen-Turnier           | Maier 83′                                                                                             |
| 30  | 11. Februar 2012   | La Manga (Spanien)             | USA              | 0:1 (0:0)                      | Vier-Nationen-Turnier           | |
| 31  | 13. Februar 2012   | La Manga (Spanien)             | Schweiz          | 5:0 (2:0)                      | Vier-Nationen-Turnier           | Pyko 4, 52′, Petzelberger 20′, Maier 55′, Rolser 77′                                                  |
| 32  | 15. Juli 2012      | Aschaffenburg                  | Norwegen         | 5:0 (2:0)                      | Freundschaftsspiel              | Lotzen 23′, Marozsán 36, 76 (Elfm.)′, Magull 69′, Knudsen 72′                                         |
| 33  | 5. August 2012     | Meerbusch-Büderich             | Schweden         | 7:0 (3:0)                      | Freundschaftsspiel              | Lotzen 8′, Marozsán 19′, Leupolz 44′, Simon 57′, Rolser 63, 87′, Maier 78′                            |
| 34  | 20. August 2012    | Hiroshima (Japan)              | China            | 4:0 (2:0)                      | WM-Vorrunde                     | Lotzen 3′, Hegenauer 45′, Lin 67′, Wensing 90′                                                        |
| 35  | 23. August 2012    | Hiroshima (Japan)              | Ghana            | 1:0 (0:0)                      | WM-Vorrunde                     | Magull 90′                                                                                            |
| 36  | 27. August 2012    | Miyagi (Japan)                 | USA              | 3:0 (1:0)                      | WM-Vorrunde                     | Lotzen 35, 53′, Leupolz 55′                                                                           |
| 37  | 31. August 2012    | Saitama (Japan)                | Norwegen         | 4:0 (3:0)                      | WM-Viertelfinale                | Lotzen 5, 20′, Leupolz 7′, Wensing 85′                                                                |
| 38  | 4. September 2012  | Tokio (Japan)                  | Japan            | 3:0 (3:0)                      | WM-Halbfinale                   | Leupolz 1′, Marozsán 8′, Lotzen 19′                                                                   |
| 39  | 8. September 2012  | Tokio (Japan)                  | USA              | 0:1 (0:1)                      | WM-Finale                       | |
| 40  | 1. März 2014       | La Manga (Spanien)             | Norwegen         | 3:2 (0:1)                      | Sechs-Nationen-Turnier          | Bremer 53′, Petermann 66, 90′                                                                         |
| 41  | 3. März 2014       | La Manga (Spanien)             | England (U 23)   | 4:2 (2:1)                      | Sechs-Nationen-Turnier          | Bremer 22′, Knaak 25′, Jäger 54′, Magull 56′                                                          |
| 42  | 5. März 2014       | La Manga (Spanien)             | Schweden         | 2:2 (1:1)                      | Sechs-Nationen-Turnier          | Dieckmann 14′, Bremer 77′                                                                             |
| 43  | 25. Juni 2014      | Kiel                           | Dänemark (U 23)  | 3:0 (2:0)                      | Freundschaftsspiel              | Bremer 2, 90′, Gier 45′                                                                               |
| 44  | 5. August 2014     | Edmonton (Kanada)              | USA              | 2:0 (0:0)                      | WM-Vorrunde                     | Petermann 65′, Panfil 90′                                                                             |
| 45  | 8. August 2014     | Edmonton (Kanada)              | China            | 5:5 (2:1)                      | WM-Vorrunde                     | Bremer 10′, Däbritz 45, 69 (Elfm.)′, Panfil 51, 71′                                                   |
| 46  | 12. August 2014    | Montreal (Kanada)              | Brasilien        | 5:1 (0:1)                      | WM-Vorrunde                     | Däbritz 50, 78, 90′, Bremer 64, 90′                                                                   |
| 47  | 16. August 2014    | Edmonton (Kanada)              | Kanada           | 2:0 (1:0)                      | WM-Viertelfinale                | Bremer 24′, Knaak 82′                                                                                 |
| 48  | 20. August 2014    | Montreal (Kanada)              | Frankreich       | 2:1 (1:1)                      | WM-Halbfinale                   | Bremer 12′, Petermann 81′                                                                             |
| 49  | 24. August 2014    | Montreal (Kanada)              | Nigeria          | 1:0 n. V. (0:0, 0:0)           | WM-Finale                       | Petermann 98′                                                                                         |
| 50  | 21. Oktober 2015   | Kassel                         | Schweden         | 0:1 (0:0)                      | Freundschaftsspiel              | |
| 51  | 2. März 2016       | La Manga (Spanien)             | England (U 23)   | 0:1 (0:0)                      | Sechs-Nationen-Turnier          | |
| 52  | 4. März 2016       | La Manga (Spanien)             | Norwegen (U 23)  | 3:0 (3:0)                      | Sechs-Nationen-Turnier          | Ehegötz 22′, Freigang 30′, Schüller 38′                                                               |
| 53  | 6. März 2016       | La Manga (Spanien)             | Japan (U 23)     | 0:1 (0:1)                      | Sechs-Nationen-Turnier          | |
| 54  | 10. August 2016    | Tubize (Belgien)               | Belgien (U 23)   | -:- (-:-)                      | Freundschaftsspiel              | |
| 55  | 12. August 2016    | Mönchengladbach                | Japan            | 0:1 (0:1)                      | Freundschaftsspiel              | |
| 56  | 14. September 2016 | Düsseldorf                     | Frankreich       | -:- (-:-)                      | Freundschaftsspiel              | |
| 57  | 17. September 2016 | Uddevalla (Schweden)           | Schweden         | 0:1 (0:0)                      | Freundschaftsspiel              | |
| 58  | 14. November 2016  | Port Moresby (Papua-Neuguinea) | Venezuela        | 3:1 (2:1)                      | WM-Vorrunde                     | Gier 2, 45′, Schüller 51′                                                                             |
| 59  | 17. November 2016  | Port Moresby (Papua-Neuguinea) | Mexiko           | 3:0 (0:0)                      | WM-Vorrunde                     | Sanders 48, 85′, Matheis 67′                                                                          |
| 60  | 21. November 2016  | Port Moresby (Papua-Neuguinea) | Südkorea         | 2:0 (2:0)                      | WM-Vorrunde                     | Orschmann 13′, Sanders 25′                                                                            |
| 61  | 25. November 2016  | Port Moresby (Papua-Neuguinea) | Frankreich       | 0:1 (0:1)                      | WM-Viertelfinale                | |
| 62  | 18. Oktober 2017   | Belgrad (Serbien)              | Serbien (U 23)   | 0:2 (0:0)                      | Freundschaftsspiel              | |
| 63  | 5. Juni 2018       | Salon-de-Provence (Frankreich) | USA              | 0:3 (0:2)                      | Vier-Nationen-Turnier           | |
| 64  | 7. Juni 2018       | Salon-de-Provence (Frankreich) | Frankreich       | 0:2 (0:2)                      | Vier-Nationen-Turnier           | |
| 65  | 10. Juni 2018      | Salon-de-Provence (Frankreich) | Haiti            | 4:1 (2:1)                      | Vier-Nationen-Turnier           | Sanders 7′, Graf 30′, Freigang 65, 75′                                                                |
| 66  | 24. Juli 2018      | Goch                           | Niederlande      | 5:1 (2:1)                      | Freundschaftsspiel              | Freigang 12, 68′, Feldkamp 40′, Oberdorf 52′, Minge 55′                                               |
| 67  | 6. August 2018     | Saint-Malo (Frankreich)        | Nigeria          | 1:0 (0:0)                      | WM-Vorrunde                     | Sanders 69′                                                                                           |
| 68  | 9. August 2018     | Saint-Malo (Frankreich)        | China            | 2:0 (2:0)                      | WM-Vorrunde                     | Gwinn 31′, Freigang 40′                                                                               |
| 69  | 13. August 2018    | Saint-Malo (Frankreich)        | Haiti            | 3:2 (1:0)                      | WM-Vorrunde                     | Freigang 18′, Kögel 49′, Bühl 60′                                                                     |
| 70  | 17. August 2018    | Vannes (Frankreich)            | Japan            | 1:3 (0:0)                      | WM-Viertelfinale                | Minge 82′                                                                                             |
|     | 7. März 2020       | Japan                          | Japan            | -:- (-:-)                      | Freundschaftsspiel              | |
|     | 9. April 2020      | La Manga (Spanien)             | England (U 23)   | -:- (-:-)                      | Vier-Nationen-Turnier           | |
|     | 11. April 2020     | La Manga (Spanien)             | Schweden (U 23)  | -:- (-:-)                      | Vier-Nationen-Turnier           | |
|     | 13. April 2020     | La Manga (Spanien)             | Norwegen (U 23)  | -:- (-:-)                      | Vier-Nationen-Turnier           | |
|     | 23. Oktober 2020   | Illzach (Frankreich)           | Frankreich       | -:- (-:-)                      | Freundschaftsspiel              | |
|     | 26. Oktober 2020   | Illzach (Frankreich)           | Frankreich       | -:- (-:-)                      | Freundschaftsspiel              | |
| 71  | 26. November 2021  | Salou (Spanien)                | Frankreich       | 1:2 (1:1)                      | Costa Daurada Trophy Tournament | Weidauer 15 (Elfm.)′                                                                                  |
| 72  | 28. November 2021  | Salou (Spanien)                | Spanien          | 0:1 (0:0)                      | Costa Daurada Trophy Tournament | |
| 73  | 30. November 2021  | Salou (Spanien)                | Mexiko           | 4:0 (1:0)                      | Costa Daurada Trophy Tournament | Sternad 34′, Vobian 52′, Fischer 67′, Schiemann 77′                                                   |
| 74  | 29. Juli 2022      | Meppen                         | Niederlande      | 1:0 (0:0)                      | Freundschaftsspiel              | Machtens 73′                                                                                          |
| 75  | 10. August 2022    | Alajuela (Costa Rica)          | Kolumbien        | 0:1 (0:0)                      | WM-Vorrunde                     | |
| 76  | 13. August 2022    | Alajuela (Costa Rica)          | Neuseeland       | 3:0 (0:0)                      | WM-Vorrunde                     | Fröhlich 58′, Weidauer 64 (Elfm.)′, Corley 90′                                                        |
| 77  | 16. August 2022    | Alajuela (Costa Rica)          | Mexiko           | 0:1 (0:0)                      | WM-Vorrunde                     | |
| 78  | 22. Februar 2024   | Alicante (Spanien)             | Spanien          | 1:3 (0:1)                      | Freundschaftsspiel              | Platner 52′                                                                                           |
| 79  | 25. Februar 2024   | Benidorm (Spanien)             | Mexiko           | 2:1 (0:1)                      | Freundschaftsspiel              | Alber 66′, Zicai 90′                                                                                  |
| 80  | 5. April 2024      | Verl                           | USA              | 0:0                            | Freundschaftsspiel              | |
| 81  | 9. April 2024      | Verl                           | Kanada           | 4:0 (2:0)                      | Freundschaftsspiel              | Baum 2′, İ. Açıkgöz 30′, Alber 75′, Alber 90+2′                                                       |
| 82  | 29. Mai 2024       | Växjö (Schweden)               | Polen (U23)      | 3:2 (0:2)                      | Vier-Nationen-Turnier           | Steiner 53′, Şehitler 59′, Platner 75′                                                                |
| 83  | 1. Juni 2024       | Växjö (Schweden)               | Australien (U23) | 3:0 (1:0)                      | Vier-Nationen-Turnier           | Apostolakis 30′, Nachtigall 49′, D. Açıkgöz 60′                                                       |
| 84  | 4. Juni 2024       | Växjö (Schweden)               | Schweden (U23)   | 2:2 (0:2)                      | Vier-Nationen-Turnier           | Zicai 74′, Veit 90+4′                                                                                 |
| 85  | 1. September 2024  | Bogotá (Kolumbien)             | Venezuela        | 5:2 (4:1)                      | WM-Vorrunde                     | Steiner 15′, Bender 38/Elfm., 45+6′, Nachtigall 44′, Zicai 56′                                        |
| 86  | 4. September 2024  | Bogotá (Kolumbien)             | Nigeria          | 3:1 (1:0)                      | WM-Vorrunde                     | Şehitler 17′, Zdebel 61′, Ernst 90+3′                                                                 |
| 87  | 7. September 2024  | Bogotá (Kolumbien)             | Südkorea         | 0:1 (0:1)                      | WM-Vorrunde                     | |
| 88  | 12. September 2024 | Bogotá (Kolumbien)             | Argentinien      | 5:1 (4:1)                      | WM-Achtelfinale                 | Janzen 6′, Nachtigall 24, 37′, Bender 26′, Zicai 69′                                                  |
| 89  | 15. September 2024 | Cali (Kolumbien)               | USA              | 2:2 n. V. (2:2, 0:0) 1:3 i. E. | WM-Viertelfinale                | Zicai 61′, Bender 90+2′                                                                               |

Außerdem absolvierte die U20-Auswahl je ein Testspiel gegen den 1. FFC Frankfurt (8. August 2006, Endstand 0:2) und die SGS Essen (4. Februar 2020, Endstand 2:0).